# Kevin Scheidhauer
Kevin Scheidhauer (Deggendorf, 1992. március 13. –) német labdarúgó, a Liebertwolkwitz csatára.
Játszott az U17-es, az U18-as és az U19-es német ifjúsági labdarúgó-válogatottban.

## Sikerei, díjai
- Német A-Junior bajnok: 2011
- U17-es Európa-bajnok: 2009